# Gaetano Michetti (politico)
Gaetano Michetti (Pisticci, 21 aprile 1944 – Marina di Ginosa, 12 agosto 1999) è stato un politico italiano.

## Biografia
In occasione delle elezioni regionali lucane del 1985 fu eletto presidente della Regione Basilicata a capo di una coalizione DC-PSI-PSDI con l'appoggio esterno del PRI. È stato anche sindaco di Pisticci e candidato per il Senato della Repubblica alle elezioni politiche del 1992.
Per alcuni anni ha ricoperto la carica di presidente della squadra di calcio del Pisticci che, con Luigi De Canio allenatore agli esordi, sfiorò la Serie C2 arrivando al secondo posto nel Campionato Interregionale 1990-1991 alle spalle del Matera. Dopo la sua morte avvenuta nel 1999, nello stadio comunale di Pisticci a lui intitolato si svolge ogni anno nel mese di agosto un torneo calcistico denominato Memorial Gaetano Michetti.

## Premi e riconoscimenti
Nel 1990, l'Amministrazione comunale di Pomarico (MT) gli conferisce il premio LucaniaOro per la politica.